# Aníbal Vela
Aníbal Vela del Castillo (Madrid, 7 de junio de 1896-Madrid, 7 de marzo de 1962) fue un cantante y actor de teatro y cine español.

## Teatro
Durante un tiempo comparte de gira cartel con el tenor Miguel Fleta, al que sigue la temporada de ópera en el teatro Apolo de Madrid y la representación de Las golondrinas en el Liceo de Barcelona. También formó parte de la compañía lírica del teatro Calderón de Madrid en los años 30 que estaba subvencionada por la República española. Realiza una turné americana con la compañía del maestro Federico Moreno Torroba estrenando La chulapona y Azabache en Buenos Aires, Argentina.
En 1936 estrena su papel más afamado el Simpson de La tabernera del puerto. En 1938 actuaba durante la guerra civil en el madrileño teatro Fuencarral estrenando Los amos del barrio del maestro Manuel López-Quiroga Miquel.
El artista logra hacerse un nombre a partir de final de los años veinte y treinta participando en numerosas compañías líricas con las mejores voces del momento. En los años cuarenta participaba como bajo y actor en la compañía de Elio Guzmán habiendo sido director de escena anteriormente. Allí forma parte de estrenos como La danza de las brujas 1942, El pintor gitano 1943, o Serrania 1944. Una de sus últimas temporadas teatrales fue la de 1956 en el teatro de la Zarzuela cantando Doña Francisquita en el debut de un joven tenor llamado Alfredo Kraus.
Se casó en julio de 1925 con María Rosa Lamana Ullate. Uno de los hijos del matrimonio fue el actor Aníbal Vela Lamana (?-1992). Algunas fuentes confunden a padre e hijo, indicando que el cantante nacido en 1896 se llamaba Lamana de segundo apellido.

## Cine
Comienza su andadura en el cine tras terminar la guerra civil, requerido por algunas empresas cinematográficas como Argos o Suevia Films, gracias principalmente a su voz y su físico ideal para los papeles de personas serias y de autoridad. En los años cincuenta y sesenta se convierte en actor de carácter en multitud de películas populares del cine español.

## Filmografía
- Eugenia de Montijo (1944)
- Inés de Castro (1944)
- Paraíso sin Eva (1944)
- Audiencia pública (1946)
- Yebala (1946)
- Angustia (1947)
- La Princesa de los Ursinos (1947)
- María de los Reyes (1947)
- Vidas confusas (1947)
- En un rincón de España (1949)
- El Rey de Sierra Morena (1949)
- La guitarra de Gardel (1949)
- Agustina de Aragón (1950)
- Cuentos de la Alhambra (1950)
- El final de una leyenda (1950)
- María Antonia La Caramba (1950)
- Pequeñeces (1950)
- Sangre en Castilla (1950)
- Catalina de Inglaterra (1951)
- Niebla y sol (1951)
- Noche de tormenta (1951)
- Tercio de quites (1951)
- Bella, la salvaje (1952)
- Los ojos dejan huellas (1952)
- Pluma al viento (1952)
- Condenados (1953)
- El pórtico de la gloria (1953)
- Ha desaparecido un pasajero (1953)
- Maldición gitana (1953)
- Vuelo 971 (1953)
- Alta costura (1954)
- Amor sobre ruedas (1954)
- Cómicos (1954)
- El pescador de coplas (1954)
- La ciudad de los sueños (1954)
- La danza de los deseos (1954)
- La moza del cántaro (1954)
- La patrulla (1954)
- Tirma (1954)
- Tres huchas para Oriente (1954)
- Amor y toros (1955)
- Congreso en Sevilla (1955)
- Cuerda de presos (1955)
- La cruz de mayo (1955)
- La otra vida del capitán Contreras (1955)
- Nosotros dos (1955)
- Suspenso en comunismo (1955)
- Tres eran tres (1955)
- Curra Veleta (1956)
- Dos novias para un torero (1956)
- El anónimo (1956)
- El malvado Carabel (1956)
- El pequeño ruiseñor (1956)
- El sol sale todos los días (1956)
- Embajadores en el infierno (1956)
- Faustina (1956)
- Hospital General (1956)
- Manolo guardia urbano (1956)
- Piedras vivas (1956)
- Todos somos necesarios (1956)
- Cara de goma (1957)
- El fotogénico (1957)
- El inquilino (1957)
- El Tigre de Chamberí (1957)
- Historias de Madrid (1958)
- La Cenicienta y Ernesto (1957)
- La guerra empieza en Cuba (1957)
- La puerta abierta (1957)
- Las muchachas de azul (1957)
- Los maridos no cenan en casa (1957)
- Mensajeros de paz (1957)
- Muchachas en vacaciones (1957)
- Roberto el diablo (1957)
- Saeta del ruiseñor (1957)
- Valentina (1957)
- Fulano y Mengano (1957)
- Historias de Madrid (1958)
- Ana dice sí (1958)
- Aquellos tiempos del cuplé (1958)
- ¿Dónde vas, Alfonso XII? (1958)
- El aprendiz de malo (1958)
- El hincha (1958)
- El ruiseñor de las cumbres (1958)
- Historia de un joven pobre (1958)
- La vida por delante (1958)
- Una muchachita de Valladolid (1958)
- Bombas para la paz (1959)
- El gafe (1959)
- Gayarre (1959)
- Juego de niños (1959)
- Los tramposos (1959)
- Luna de verano (1959)
- Tenemos 18 años (1959)
- La quiniela (1960)
- El hombre que perdió el tren (1960)
- Bajo el cielo andaluz (1960)
- Compadece al delincuente (1960)
- El vagabundo y la estrella (1960)
- Juanito (1960)
- La mentira tiene cabellos rojos (1960)
- Trío de damas (1960)
- Un trono para Cristy (1960)
- ¡Aquí están las vicetiples! (1961)
- Bello recuerdo (1961)
- Fantasmas en la casa (1961)
- Honorables sinvergüenzas (1961)
- La cumparsita (1961)
- Los pedigüeños (1961)
- Margarita se llama mi amor (1961)
- Pachín (1961)
- Pachín almirante (1961)
- Rosa de Lima (1961)
- Trampa para Catalina (1961)
- Tres de la Cruz Roja (1961)
- Abuelita Charlestón (1962)
- Aprendiendo a morir (1962)
- Martes y trece (1962)
- Vuelve San Valentín (1962)
- Historia de una noche (1963)

## Discos
Durante su trayectoria profesional tuvo la ocasión de grabar muchas versiones de zarzuelas y posteriormente modernizar las mismas con nuevas grabaciones.
- Para la casa zafiro graba El rey que rabió y La viejecita.
- Para la Blue Moon grabó El cabaret de la academia, La picarona, Las castigadoras y Las Leandras.
- Para Odeón graba La tabernera del Puerto, Martierra, Las hilanderas y Molinos de viento.